# コルポスコープ

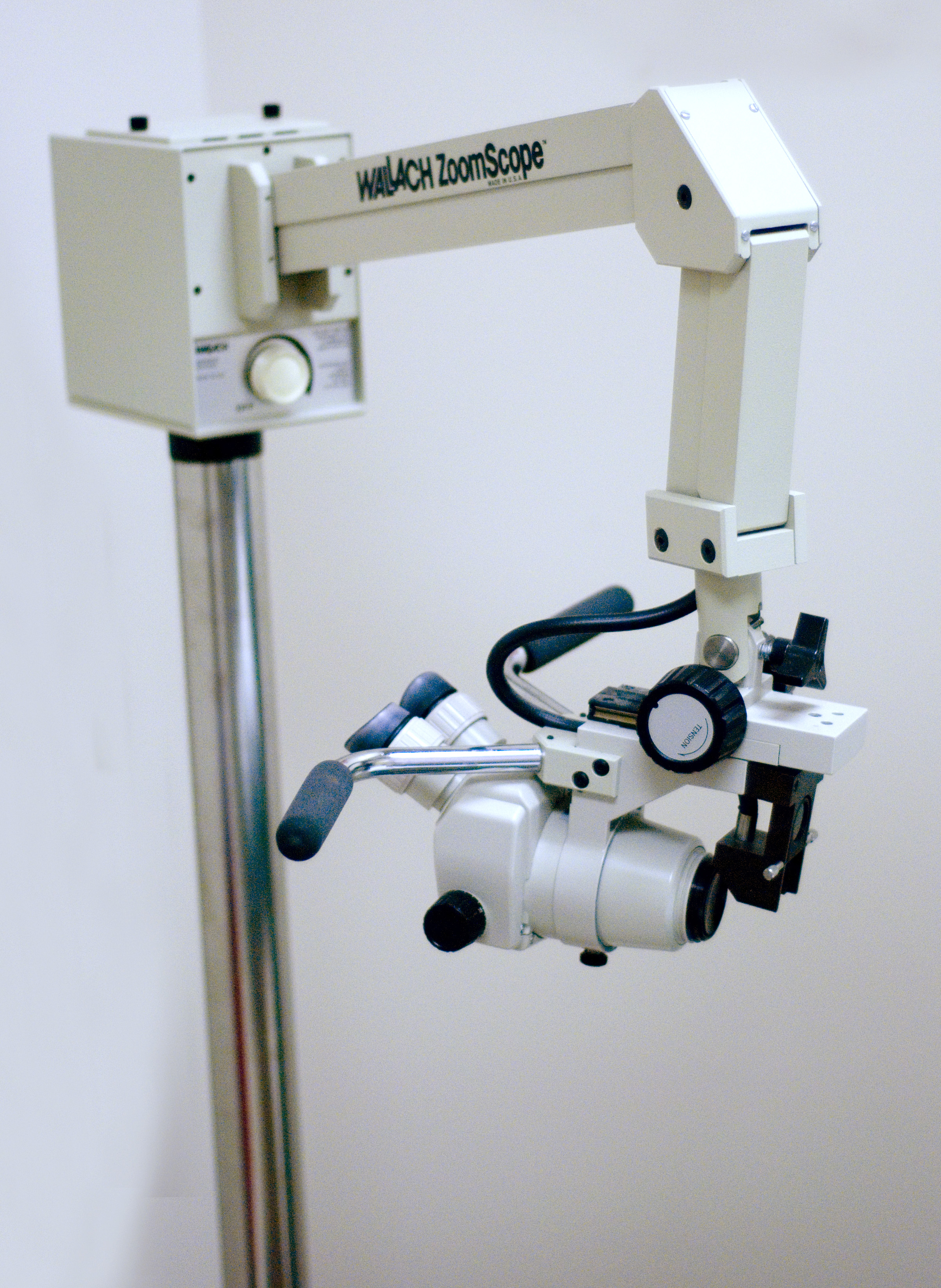
コルポスコープ

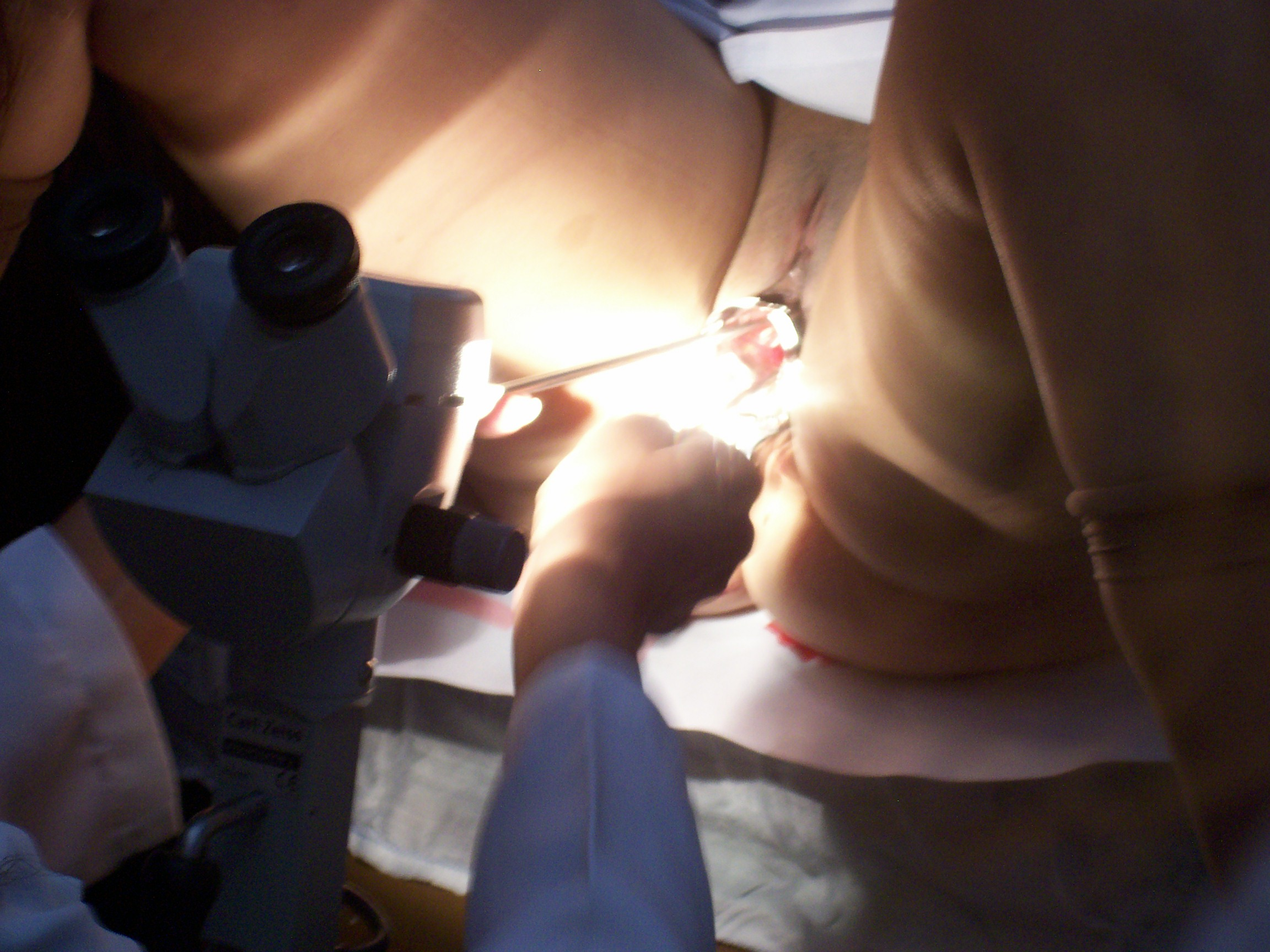
コルポスコープを使った子宮頚部の診察風景

コルポスコープ(Colposcope)とは、コルポマイクロスコープ(Colpomicroscope)、もしくは、腟拡大鏡とも呼ばれ、膣や子宮頸管の観察をおこなう拡大鏡、顕微鏡。
子宮がん（子宮頸管癌）の検診などで広く使われている。
製品は主にカール・ツァイスやライカなど、手術用顕微鏡のメーカーが取り扱う。もっとも、ライカの手術用顕微鏡は、基本的には三鷹光器からのOEM品である。
なお、コルポスコープを膣鏡と呼ぶこともあるが、一般に「膣鏡」はクスコ式、桜井式のような光学系を持たないものを指す。